# Massimo Bonini
Massimo Bonini (Cidade de San Marino, 13 de outubro de 1959) é um ex-futebolista e treinador de futebol são-marinhense.
É considerado o melhor esportista do pequeno país-enclave, sobretudo por sua carreira na Juventus. Foi lembrado nos Prêmios do Jubileu da UEFA, em que foi escolhido o melhor jogador de San Marino dos 50 anos do órgão.

## Carreira em clubes
Bonini passou por Bellaria Igea, Forlì e Cesena até desenvolver carreira de sete anos na Juventus, onde jogou ao lado de Michel Platini (com quem formou uma dupla bem-sucedida), Zbigniew Boniek, Gaetano Scirea, Paolo Rossi, dentre muitos outros. Na Vecchia Signora, Bonini participou da conquista de três Scudetti, uma Copa da Itália, uma Taça dos Clubes Vencedores de Taças, uma Copa dos Campeões da UEFA e um Mundial Interclubes - foi o único são-marinhense a conquistar um troféu europeu e, ao lado do motociclista Manuel Poggiali, único a ganhar um mundial.
Assinou em 1988 com o Bologna, onde atuou por outras cinco temporadas - foi também o capitão na campanha que terminou com o rebaixamento à Serie B - mesmo tendo chegado às quartas-de-final da Copa da UEFA (atual Liga Europa). Sendo o único destaque de uma equipe que amargou a queda para a terceira divisão nacional, Bonini encerrou a carreira profissional, porém continuou atuando entre 1994 e 1997, por Juvenes (onde atuara na base) e San Marino Calcio.

## Seleções
Bonini chegou a atuar pela Seleção Italiana sub-21, pois como San Marino não era afiliado à FIFA, seus jogadores eram considerados italianos. Entretanto, preferiu não atuar pela equipe principal da Itália, esperando até 1990, quando seu país enfim filiou-se à entidade. Estreou pela Seleção São-Marinhense já aos 31 anos, e continuou a jogar por ela mesmo após ter parado de jogar profissionalmente por clubes.

## Títulos
Juventus
- Serie A: 1981-82, 1983-84, 1985-86
- Coppa Italia: 1982-83
- European Cup Winners' Cup: 1983-84
- Liga dos Campeões: 1984-85
- Super Copa Europeia: 1984
- Copa Intercontinental: 1985